# Jemal Johnson
Jemal Johnson, född 3 maj 1985 i Paterson, USA, är en amerikansk fotbollsspelare som spelar för Fresno FC.

## Karriär
Johnson föddes i USA men när han var fem år flyttade familjen till Macclesfield i England. När han var 16 år började han i Blackburn Rovers ungdomsakademi.
Under 2005 var han utlånad en månad till Preston. Under våren 2006 lånades han ut drygt två månader till Darlington.
I augusti 2006 skrev han på för Wolves för en ej avslöjad summa. Han fick en bra start i Wolves med två mål på två matcher men sedan blev det bara ett mål de kommande 18 matcherna. Den 19 februari 2007 lånades han ut till Leeds
men större delen av tiden där tillbringade han på avbytarbänken. I slutet av säsongen placerades han på transferlistan.
Den 31 augusti 2007 betalade Milton Keynes Dons en okänd summa för Johnson som skrev på ett tvåårskontrakt.